# Bruin margrietje
Het bruin margrietje (Pionus fuscus) is een vogel uit de familie Psittacidae (papegaaien van Afrika en de Nieuwe Wereld).

## Verspreiding en leefgebied
Deze soort komt voor van noordelijk Colombia en oostelijk Venezuela tot noordelijk en noordoostelijk Brazilië.

## Status
De grootte van de populatie is niet gekwantificeerd maar de soort wordt omschreven als niet algemeen. Op de Rode lijst van de IUCN heeft deze soort de status niet bedreigd.